# Basilici

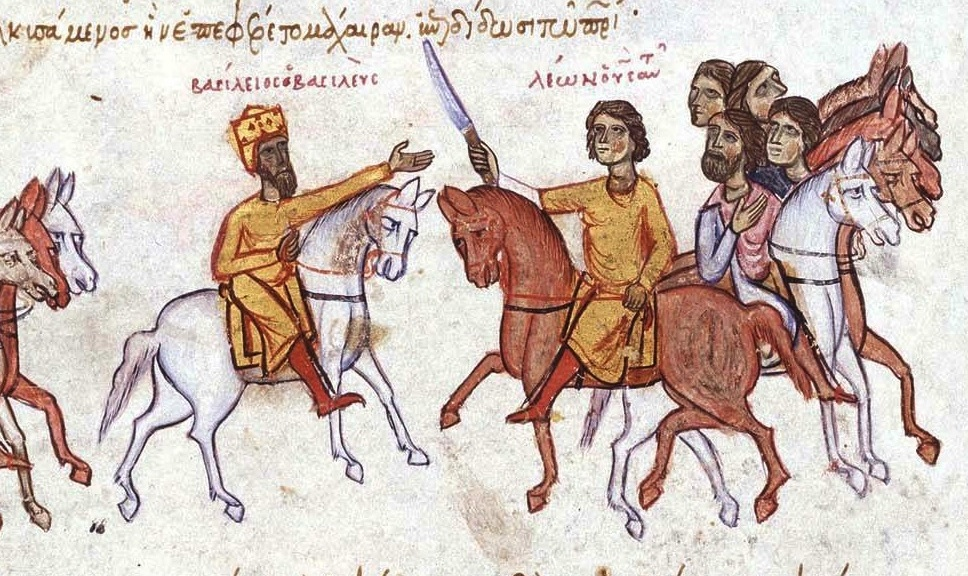
Miniatura rappresentante Basilio I e suo figlio Leone VI i due basileis che scrissero i Basilici.

I Basilici erano il codice delle leggi bizantine dall'880, volute da Basilio I. Costui, volendo riformare il diritto romano, riprese gli studi del suo predecessore Giustiniano I (da qui il suo soprannome di "secondo Giustiniano"), ne rinnovò il codice aggiungendo altre leggi, e compendiò il tutto in 40 volumi, chiamati appunto I Basilici in suo onore. Basilio non riuscì a terminare la sua opera perché morì in un incidente di caccia: sarà suo figlio Leone VI il Saggio detto anche Leone il Filosofo (nonostante all'epoca fosse molto criticato a causa dei suoi quattro matrimoni), a raccogliere l'eredità paterna. Usando tutto il materiale a disposizione, riprese la stesura dal 41° libro e riuscì a terminare e pubblicare nell'883 l'opera del padre in sei tomi e sessanta libri, sostituendo al testo greco quello in latino per agevolarne la diffusione in tutta Europa. Il titolo originale dei Basilici era: Βασιλικά Παράλληλος συναγωγή και σύνταξις έν όλοις βιβλίοις εξήκοντα πάσης νομοθεσίας, cioè "Basilici raccolta dell'intera legislazione in sei tomi e in sessanta libri".

## Le fonti
Le leggi bizantine successive a Giustiniano, raccolte nei Basilici, sono conosciute per mezzo di riassunti e rimaneggiamenti. Alcuni frammenti superstiti della Lex iustiniana sono stati isolatamente rinvenuti nell'area napoletana, alcuni brandelli del Codex di Giustiniano e alcune Novellae nell'area ravennate e veneziana. Nell'area del salernitano sono sopravvissuti frammenti di diritto teodosiano frammisti a testi giustinianei. Solo nel 1833, Karl Wilhelm Ernst Heimbach e il fratello Gustav Ernst ricostruiscono la totalità delle fonti e pubblicano a Lipsia ed a Parigi gli apografi (trascrizioni degli amanuensi) dei vari manoscritti conservati in diverse parti d'Europa. L'edizione Heimbach dei Basilici rappresenta un'operazione imprescindibile per comprendere le successive riproposizioni del Mommsen e di altri storici come Krüger.
Nel 1953, Hane J. Scheltema, D. Holwerda e Nicolaas Van Der Wal pubblicano ad Amsterdam i primi 8 libri dei Basilici; a scaglioni successivi, pubblicano tutti gli altri libri (con i relativi scolia) che diventeranno il testo di riferimento per tutti gli studiosi della materia:
- nel 1956, pubblicano i libri da IX a XVI;
- nel 1960 i libri da XVII a XXV,
- nel 1962 dal XXVI al XXXIV,
- nel 1967 dal XXXV al XLII,
- nel 1969 dal XLIII al LII,
- nel 1974 dal LIII al LIX, *
- nel 1988 il LX.

## La nascita del progetto
Tra l'870 e l'879, l'imperatore Basilio I, capostipite della dinastia macedone, promulga la Procheiros nomos (Manuale Legislativo), un prontuario di leggi nelle materie più ricorrenti nelle aule di tribunale. Dopo pochi anni, emana la Epanagoghè ton nomon (Ripetizione delle leggi), un rifacimento della Ecloga di Leone III Isaurico, con l'aggiunta della descrizione dello status dell'Imperatore e del patriarca di Costantinopoli. Nella Epanagoghé si affermava che il potere spirituale e quello temporale agiscono di comune accordo per il bene dei sudditi.
Queste due raccolte di leggi dovevano costituire, nelle intenzioni dell'Imperatore, il primo passo verso una grandiosa Anacatharis ton palaion nomon (“Purificazione delle leggi antiche”): Basilio I il Macedone sentiva molto il mito di Giustiniano I e desiderava attuare una riforma legislativa allo scopo di rimpiazzare l'opera degli Isaurici, che non erano ben considerati a causa della lunga lotta alle immagini. Basilio I riuscì a intuire l'importanza di un'opera che però non vide compiuta. Il figlio di Basilio I, Leone VI il Saggio (886-911), riesce a portare a termine la maestosa collezione dei Basilici, che attinge in modo preponderante, seppur con molta libertà, dalle fonti giustinianee, spesso attraverso il filtro di traduzioni e commenti. Il merito maggiore dei Basilici è quello di stimolare l'attività interpretativa, che passa attraverso note di commento (scholia).

## Il contenuto giuridico dei Basilici
I Basilici rappresentano la vera raccolta legislativa della Bisanzio medievale, con divisione tra diritto civile, pubblico e canonico. In campo amministrativo, si può rilevare una maggiore articolazione dell'organizzazione dei themata, basata su contadini-soldati. Dal cosiddetto Libro dell'Eparca (prefetto cittadino o eparca di Costantinopoli), il mondo moderno è venuto a conoscenza della struttura della vita economica di Costantinopoli, organizzata per corporazioni (associazioni di carattere professionale), finalizzate al controllo statale, a fini fiscali, sull'attività svolta.
La prima versione era composta di disposizioni scritte in greco, miranti soprattutto a consolidare il regime autocratico Imperiale.
Molte norme erano predisposte per bloccare la crescita del potere dei dynatoi, i grandi proprietari terrieri che tendevano ad inglobare i fondi dei piccoli e medi proprietari, i penetes.
Le norme contenute nei Basilici non erano dirette nei confronti dei sudditi, bensì nei confronti dei funzionari che dovevano far rispettare le leggi Imperiali e che nel contempo avevano l'obbligo di rispettare le disposizioni secondo prassi instaurata: in sostanza il cittadino aveva la possibilità di aderire a vie legali contro il funzionario inetto e dotato di protervia, che non eseguiva il suo lavoro seguendo i dettami legali. Esisteva quindi un corpus che dotava il suddito di possibilità d'azione presso un tribunale civile: una normativa simile è indice di grandissima civiltà

## La struttura dei Basilici
Le materie contenute nei sei tomi e sessanta libri sono suddivise in sette aree giuridiche:
- materia religiosa,
- nozioni generali desunte dal Digesto di Giustiniano I,
- materia ecclesiastica,
- materia relativa alla procedura,
- ius privatum,
- ius publicum,
- ius poenale.

I sei tomi e sessanta libri sono a loro volta suddivisi in capitoli e titoli, muniti di rubriche (κεφαλαια), hanno come fonti brani desunti massicciamente dalla compilazione giustinianea: Codice, Digesto e Novelle (il ricorso alle Istituzioni è quantitativamente minore). .Complessivamente, L'opera appare concepita come una emendatio (διόρθωσις) – ed alcuni studiosi parlano addirittura di “repurgatio” (ανακάθαρσις) – del diritto giustinianeo.
I brani riportati dal Codex e dalle Novelle si susseguono nell'ordine antico; al posto delle inscriptiones e subscriptiones (omesse con l'intento di "escludere il superfluo") vi sono i themata (θέματα) contraddistinti da un numero. Sono stati omessi pure i proemi e gli epiloghi delle Novelle. Ogni themata è munito di un apparato di scolii , che però non sono frutto dei compilatori dei Basilici, bensì sono, parzialmente, i frammenti dei più antichi commentari al Corpus Iuris di Giustiniano I.